# Nils Brunsson
Nils Gustav Magnus Brunsson (Umeå, 26 de diciembre de 1946) es un teórico organizacional sueco y profesor de Gestión en la Universidad de Uppsala. Es más conocido por sus trabajos en el campo del neoinstitucionalismo, tales como "La organización de la hipocresía" (1989), "La organización reformadora" (1993) y "Un mundo de estándares" (2010).

## Biografía
Brunsson obtuvo su Maestría en Ciencias en economía en 1969 en la Escuela de Economía y Derecho Comercial de Gotemburgo, donde en 1976 también obtuvo su doctorado en economía (Ekon Dr) y su habilitación en 1979.
Brunsson comenzó su carrera académica en la Escuela de Economía de Gotemburgo en 1969 como asistente de investigación y fue nombrado profesor asistente en la Universidad de Gotemburgo en 1976. En 1979 se trasladó a la Universidad de Uppsala, donde fue nombrado profesor asistente. Al año siguiente, en 1980, se trasladó a la Escuela de Economía de Estocolmo, donde fue nombrado profesor asociado. En 1982 fue nombrado profesor titular, ocupando la cátedra de Gestión Pública de la Ciudad de Estocolmo como sucesor de Thomas Thorburn y jefe del Departamento de Gestión Pública en la Escuela de Economía de Estocolmo, donde sirvió hasta 2010. En 1997 también fue nombrado profesor en el Instituto Europeo de Estudios Avanzados en Gestión (EIASM); en 2007, Brunsson fue profesor visitante Niklas Luhmann en la Universidad de Bielefeld y en 2010 fue nombrado profesor en la Universidad de Uppsala, ocupando la cátedra de Gestión.
Brunsson fue cofundador del Consorcio Escandinavo para la Investigación Organizacional (Scancor) y miembro de su junta directiva de 1988 a 1997. En 1992 participó en la fundación del Centro de Investigación Organizacional de Estocolmo (Score), donde fue presidente desde el inicio hasta 2008.
Brunsson fue elegido miembro de la Real Academia Sueca de Ciencias de la Ingeniería en 1990. Fue nombrado miembro honorario del Grupo Europeo de Estudios Organizacionales (EGOS) en 2009. Fue presidente de la Academia Sueca de Gestión de 2010 a 2011.
La investigación de Brunsson incluye estudios sobre la toma de decisiones, reformas administrativas, estandarización y organización fuera de las organizaciones. Actualmente trabaja en la organización de mercados y, en particular, en metaorganizaciones (es decir, organizaciones que agrupan a varias otras organizaciones bajo el mismo paraguas).

## Publicaciones
- Brunsson, Nils. The irrational organization: Irrationality as a basis for organizational action and change. John Wiley & Sons, 1985.
- Brunsson, Nils. The organization of hypocrisy: talk, decisions and actions in organizations. (1989).
- Brunsson, Nils, and Johan P. Olsen. The reforming organization. (1993).
- Brunsson, Nils, and Bengt Jacobsson. A world of standards. (2000).
- Brunsson, Nils. The organization of hypocrisy. (2002).
- Brunsson, Nils.  "Mechanisms of Hope" (2006).
- Brunsson, Nils.  "The Consequences of Decision-Making" (2007).
- Ahrne, Göran, and Brunsson, Nils. "Meta-organizations" (2008)
- Brunsson, Nils.  "Reform as Routine" (2009).

Artículos, una selección:
- Brunsson, Nils, and Kerstin Sahlin-Andersson. "Constructing organizations: The example of public sector reform." Organization studies 21.4 (2000): 721-746.